# Philoponella pantherina
Philoponella pantherina là một loài nhện trong họ Uloboridae.
Loài này thuộc chi Philoponella. Philoponella pantherina được Eugen von Keyserling miêu tả năm 1890.